# Syskonstjärnesläktet
Syskonstjärnesläktet (Ledebouria) är ett släkte i familjen hyacintväxter med ett 30-tal arter från Afrika.